# اختلال ذخیره‌سازی
ذخیره‌سازی تکانشی، که به اختلال احتکار یا اختلال ذخیره‌سازی (به انگلیسی: Hoarding Disorder)  نیز معروف است، یک الگوی رفتاری است که با تملک بیش از حد و عدم توانایی یا عدم تمایل به دور انداختن مقادیر زیادی اشیاء که مناطق مسکونی خانه را پوشانده و موجب پریشانی یا اختلال می‌شود. رفتار اجباری احتکار با خطرات سلامتی، اختلال در عملکرد، اختلال در محل کار، بار اقتصادی و اثرات منفی بر دوستان و اعضای خانواده همراه بوده‌است. این اختلال می‌تواند فعالیت‌هایی از قبیل پخت و پز، تمیز کردن، حرکت در خانه و خواب را محدود کند. همچنین می‌تواند فرد و دیگران را در معرض خطر آتش‌سوزی، سقوط، بهداشت نامناسب و سایر نگرانی‌های بهداشتی قرار دهد.
این اختلال اولین بار در نسخه ۵ DSM در سال ۲۰۱۳ به عنوان یک اختلال روانی تعریف شد. میزان شیوع در بزرگسالان ۲ تا ۵ درصد تخمین زده شده‌است، به نظر می‌رسد احتکار (ذخیره‌سازی) در افراد مبتلا به اختلالات روانی مانند افسردگی، اضطراب و اختلال بیش فعالی کمبود توجه (ADHD) شایع تر است. عوامل دیگری که غالباً با احتکار مرتبط است شامل وابستگی به الکل و صفات پارانوئید، اسکیزوتایپال و اجتناب است.

## ملاک‌های تشخیصی
برای این که فرد ملاک‌های این اختلال را برآورد کند باید تمام موارد زیر را دارا باشد:
A. در دور ریختن یا جدا شدن از وسایل خود صرفنظر از ارزش آن‌ها ناتوان باشد.
B. این ناتوانی به خاطر احساس نیاز برای نگهداری اقلام و احساس ناخوشایند از جدا شدن و دور ریختن آن
هاست.
C. این ناتوانی در دور ریختن اموال باعث شلوغ شدن محل زندگی می‌شود.
D. این انباشت گری باعث ناراحتی عمده بالینی یا کاهش کارکرد اجتماعی، شغلی یا سایر حوزه‌های زندگی
می‌شود.
E. برای گذاشتن تشخیص اختلال نباید این ویژگی‌ها را به علل طبی نسبت داد.
F. همچنین این ویژگی‌ها با یک اختلال روانی دیگر بهتر قابل توجیه نباشند.
۸۰ تا ۹۰ درصد این افراد علاوه بر این اختلال انباشت گری، دنبال فراهم کردن مفرط اقلام هم هستند که بیشترین
صورت دیده شده این فراهم آوردن، خرید زیاد است و بعد از آن جمع‌آوری اقلام مجانی.

## ویژگی‌های بالینی
در این اختلال بیمار می‌ترسد اگر اقلامی را دور بریزد بعداً به آن احتیاج پیدا کند و این ترس ممکن است ناشی از
باورهای تحریف شده‌ای در مورد آن اقلام یا داشتن دلبستگی هیجانی به آن‌ها باشد. افراد مبتلا رفتار خود را
غیرمعقول نمی‌دانند در واقع بسیاری از آن‌ها رفتار خود را کاملاً منطقی و بخشی از هویت خود می‌دانند.

این افراد به صورت دائمی در دور ریختن اشیای خود مشکل دارند و این مشکل به صورت درازمدت در زندگی آن
ها وجود دارد. زمانی که احتمال از دست دادن اشیا مطرح می‌شود این افراد دچار آشفتگی می‌شوند. آن‌ها مقدار
زیادی از اشیا را در محیط زندگی خود دارند به نحوی که فضاهای فعالیت روزانه آن‌ها را اشغال می‌کند.

علائمی مانند نا توانی در تصمیم‌گیری، کمال گرایی، دوری گزینی، اهمال کاری و ناتوانی در برنامه‌ریزی و
سازمان دادن به وظایف و عدم تمرکز و حواس‌پرتی نیز ممکن است در این بیماران دیده شود.
اختلال انباشت گری در هر دو جنس دیده می‌شود اما تحقیقات نشان داده بیشترین شیوع این اختلال در بین
مردان است و علائم در بزرگسالان مسن در مقایسه با بزرگسالان جوان تقریباً سه برابر شیوع بیشتری دارد.
در ۷۵٪ موارد دیده شده افراد مبتلا به انباشتگری دچار اختلالات خلقی یا اضطرابی همزمان نیز می‌باشند.
این اختلال در حدود سنین ۱۱ تا ۱۵ سالگی شروع می‌شود و در اواسط دهه سوم زندگی علائم آن با زندگی
روزانه دچار تداخل می‌شود و تا اواسط دهه چهارم آسیب‌های اساسی بالینی ایجاد می‌شوند. شدت این اختلال
در هر دهه نسبت به دهه قبل افزایش می‌یابد.
اختلال انباشت گری در افراد مجرد شیوع بیشتری دارد و همراه با فوبیای اجتماعی، دوری گزینی و صفات
مربوط به شخصیت وابسته دیده می‌شود. همچنین هم ابتلایی بین اختلال انباشت گری و اختلال وسواسی-جبری
نیز دیده می‌شود. تخمین زده شده که ۳۰٪ بیماران OCD رفتار انباشت گری را از خود نشان می‌دهند.

## پرسشنامه رفتار ذخیره‌ای (Saving Inventory)
شامل ۲۳ گویه برای بررسی علائم ذخیره‌سازی در زمینه گردآوری و ناتوانی در دور انداختن اموال بی‌ارزش است. متن کامل مقاله

## سبب‌شناسی
علت کاملاً مشخص نیست. این اختلال جنبه ارثی زیادی دارد و تقریباً در ۸۰٪ موارد، یکی از بستگان زیستی درجه اول بیمار نیز این اختلال را داشته‌است. تحقیقات زیستی نشان داده میزان متابولیسم در قشر سینگولای خلفی و قشر پس
سری این بیماران پایین‌تر است که این نتایج می‌تواند وجود تخریب‌های شناختی مختلف این افراد خصوصاً نقص در
توجه و تصمیم‌گیری را توجیه کند. گزارش‌هایی که ژن‌های خاصی را مرتبط با این اختلال می‌دانست، تکرار نشده‌اند.
همچنین مطالعه ای در ایران رفتارهای ذخیره ای را با باورهای فراشناختی افراد مرتبط دانسته‌است متن کامل مقاله

## درمان
بسیاری از افراد مبتلا به اختلال ذخیره‌سازی، احتکار خود را مشکل نمی‌دانند.این اختلال معمولاً مزمن و مقاوم به درمان است و بیمار در پی درمان نمی‌آید مگر به سنین دهه پنجم و ششم برسد.
علائم ممکن است در طول دوره کم و زیاد شود اما فروکش کامل نادر است.
یکی از درمان‌هایی که در دهه گذشته برای اختلال انباشتگری توسعه پیدا کرده‌است درمان شناختی رفتاری است که
شامل یک مصاحبه انگیزشی است که شامل تلاش برای افزایش انگیزه در برابر تغییر و پایبندی به درمان می‌شود. سپس
آموزش دسته‌بندی و کنار گذاشتن داده می‌شود که طی آن فرد با استفاده از پرسش‌های چالش‌برانگیز به تصمیم‌گیری
می‌پردازد و این آموزش سبب می‌شود فرد بتواند اقلام غیرضروری را کنار بگذارد و از درهم ریختگی خانه خود
بکاهد.
اگرچه هیچ دارویی تأیید FDA را برای درمان احتکار اجباری دریافت نکرده‌است، اما برخی از مهارکننده‌های برگشت مجدد مونوآمین (ونلافاکسین، اتوکسیستین، پاروکستین) در تعداد کمی از مطالعات بالینی با کیفیت پایین نسبتاً موفق بوده‌اند. در بیمارانی که احتکار اجباری ثانویه یا همراه با OCD صریح است، داروهای ضد افسردگی سروتونرژیک مانند SSRIs یا کلومیپرامین سه قارچ ضد افسردگی نشان داده شده‌است، اگرچه حضور احتکار احتمالی پاسخ نسبتاً ضعیفی را برای درمان پیش‌بینی می‌کند. هنگامی که مورد بررسی قرار گرفت، درمان دارویی و روان درمانی همزمان از هر یک به تنهایی موثرتر ظاهر می‌شد.